# Lambert van Meerten

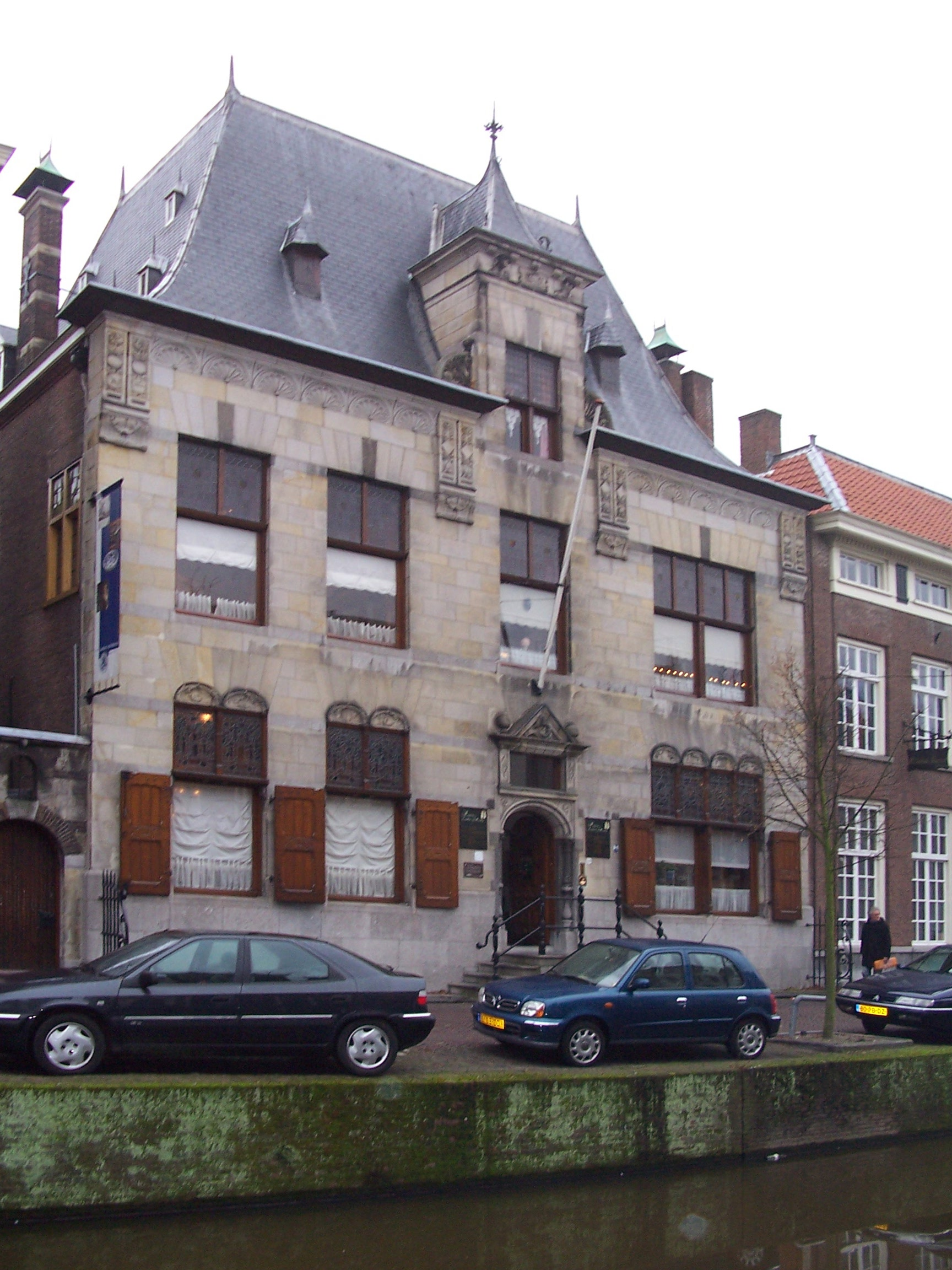
Das Museum van Meerten in Delft

Lambert van Meerten (* 29. Juli 1842 in Delft; † 1. April 1904 ebenda) war ein niederländischer Kunst- und Antiquitätensammler. Er gründete das Museum Lambert van Meerten.
Van Meerten entstammte einer sehr wohlhabenden Fabrikantenfamilie, die in Delft eine Destillerie betrieb. Sein Vermögen gab ihm die Möglichkeit, als Kunstmäzen zu wirken und eine Kunst- und Antiquitätensammlung aus Möbeln, Glas, Porzellan, Büchern, Waffen, Gemälden, Holzschnitzereien, Delfter Kacheln und Delfter Fayencen aufzubauen. Van Meerten war insofern vorausblickend, als in der damaligen Zeit ein solches Museum in Holland nicht existierte (dass fast gleichzeitig Paul Tétar van Elven ebenfalls in Delft eine durchaus ähnliche Sammlung aufbaute, stellte sich erst nach dessen Tod  heraus) und er auch Gegenstände sammelte, die andere im Zuge von Umbau- oder Renovierungsmaßnahmen aussortierten, wie alte Kacheln, Holzverkleidungen, Verglasungen oder Kaminverkleidungen.
1892 ließ er in der Delfter Altstadt an der Oude Delft ein großzügiges Herrenhaus im Neurenaissance-Stil errichten, in dem zahlreiche Bauelemente aus seiner Sammlung stammten und das er „Oud Holland“ (Alt-Holland) nannte und das er nicht nur als Wohnsitz, sondern auch als eine Art Studienzentrum für Kunstliebhaber und Studenten der Polytechnischen Schule (der Vorläuferin der Technischen Universität Delft) gedacht hatte. Entworfen wurde das Haus von den Architekten Adolf le Comte und Jan Schouten, die van Meertens Freunde wurden.
Das Haus samt seinen Kunstschätzen vermachte van Meerten testamentarisch der Stadt Delft mit der Vorgabe, ein Museum einzurichten. 1901, drei Jahre vor seinem Tod, ging van Meerten wegen seiner Sammelleidenschaft Konkurs, so dass sein Vermächtnis in Gefahr geriet. Adolf le Comte und Jan Schouten gründeten darauf den Verein „vereniging Huis Lambert van Meerten“, um das Erbe zu erhalten. Bei der Zwangsversteigerung erwarb der Verein einen Großteil der Einrichtung und konnte die Immobilie selbst kurz nach van Meertens Tod käuflich erwerben.
1907 übertrug der Verein Haus und Einrichtung an die Stadt Delft. Das Museum öffnete am 16. Oktober 1909 erstmals seine Pforten. Adolf le Comte fungierte in den ersten Jahren als Museumsdirektor. Jan Schouten vererbte dem Museum eine umfangreiche Kachelsammlung.
Das Museum Lambert van Meerten zieht jährlich rund 20.000 Besucher an.